# Єврокар
ПрАТ «Єврокар» — офіційний виробник автомобілів марки Škoda в Україні, що входить до групи компаній «Атолл Холдінг». Є одним з найбільших виробників легкових автомобілів в Україні. Частка заводу в загальному обсязі виробництва легкових автотранспортних засобів у 2020 році становила 80.6 %. Виробничі потужності заводу складають 80 тис. автомобілів на рік (SKD складання — 30 тис. авто, CKD виробництво — 50 тис. авто на рік) з потенціалом для подальшого розширення потужностей. Виробничий майданчик має залізничний термінал, здатний виконувати транспортування до країн ЄС і СНД.
Завод «Єврокар» розташований у селі Соломоново Ужгородського району Закарпатської області України на відстані 1,5 км від кордону з Угорщиною та 2 км від кордону зі Словаччиною. Поряд із заводом розташований індустріальний парк «Соломоново» [Архівовано 14 лютого 2021 у Wayback Machine.], який є частиною Закарпатського автомобільного кластеру [Архівовано 20 червня 2021 у Wayback Machine.].

## Історія заводу

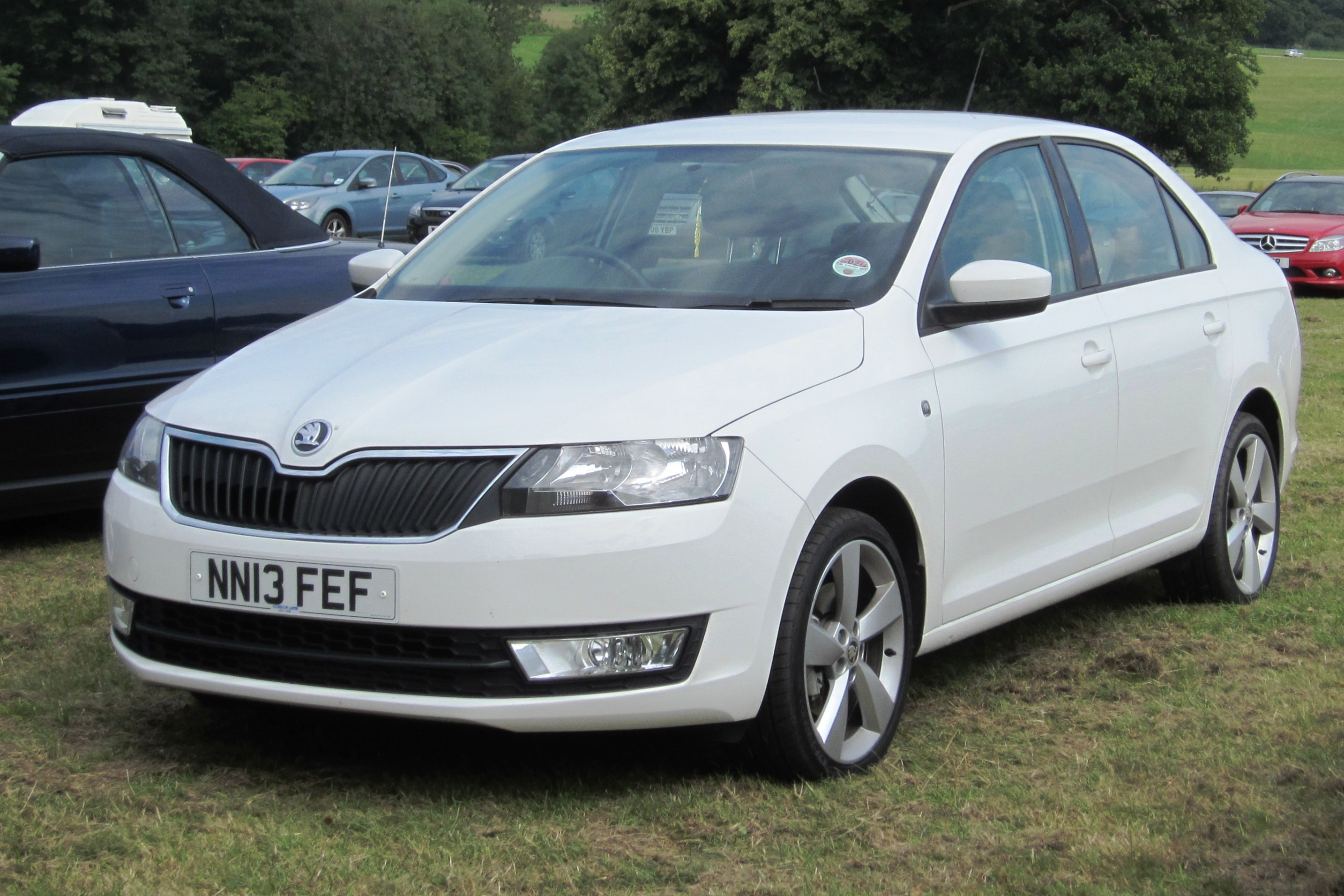
Škoda Rapid

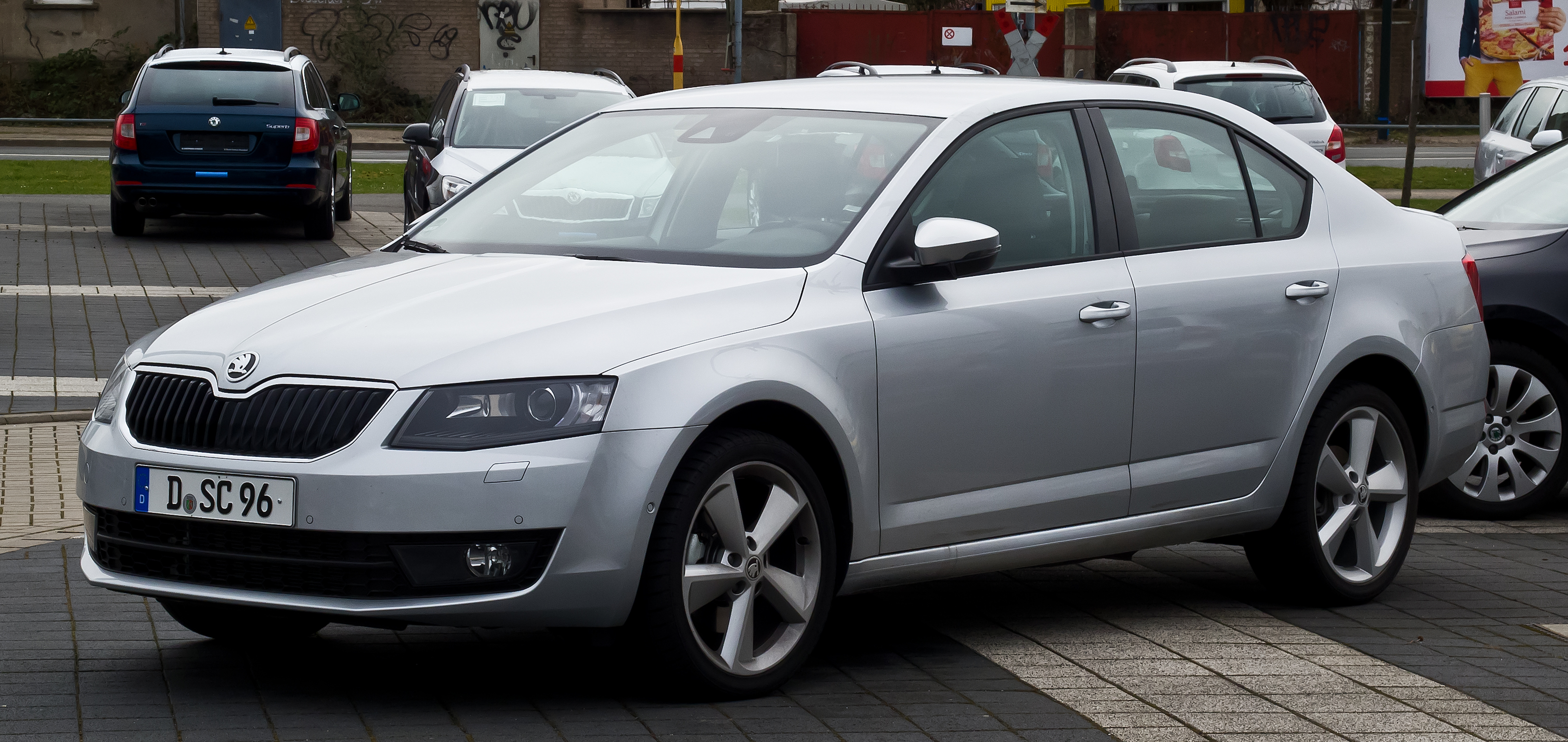
Škoda Octavia A7

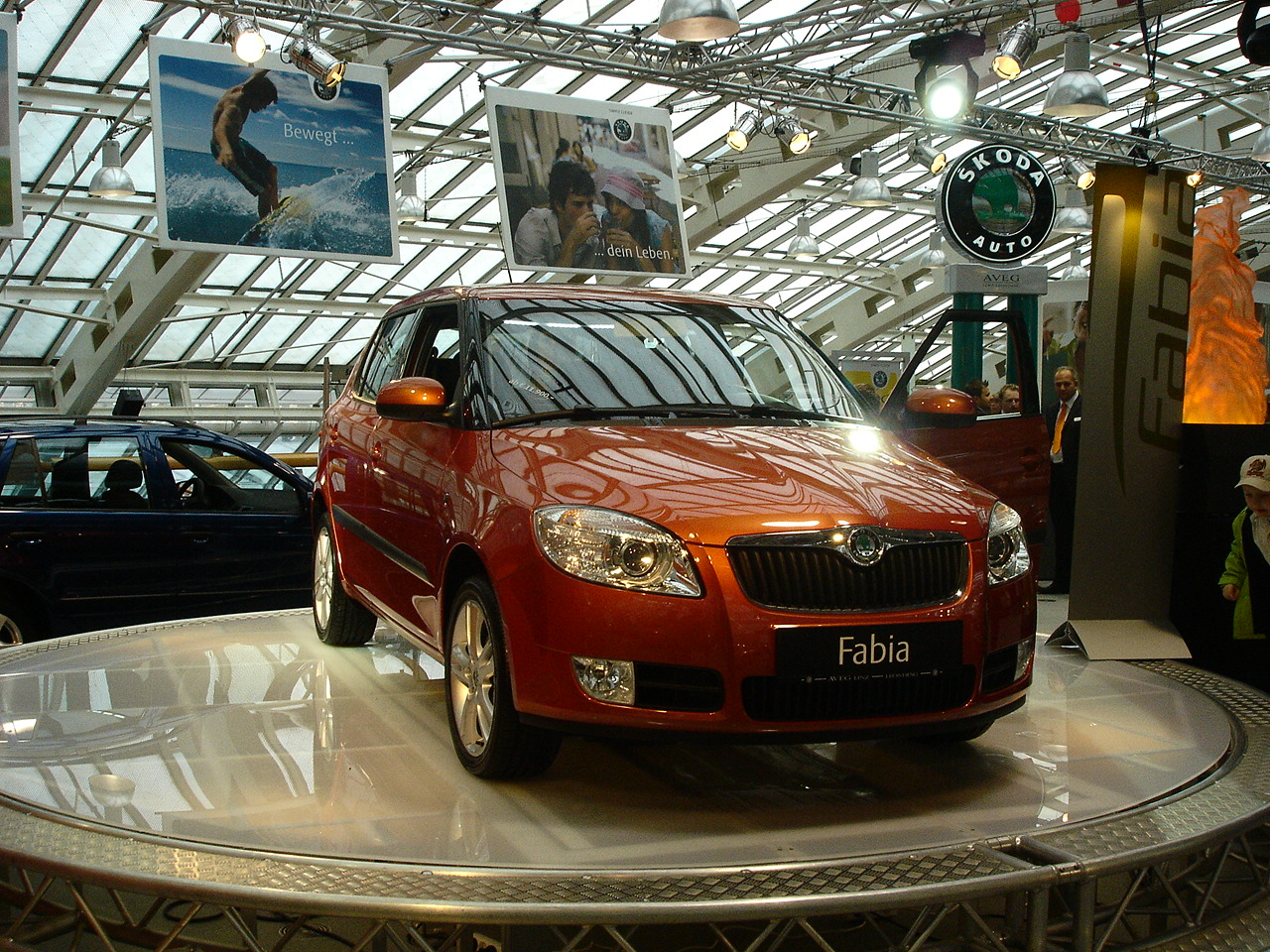
Škoda Fabia

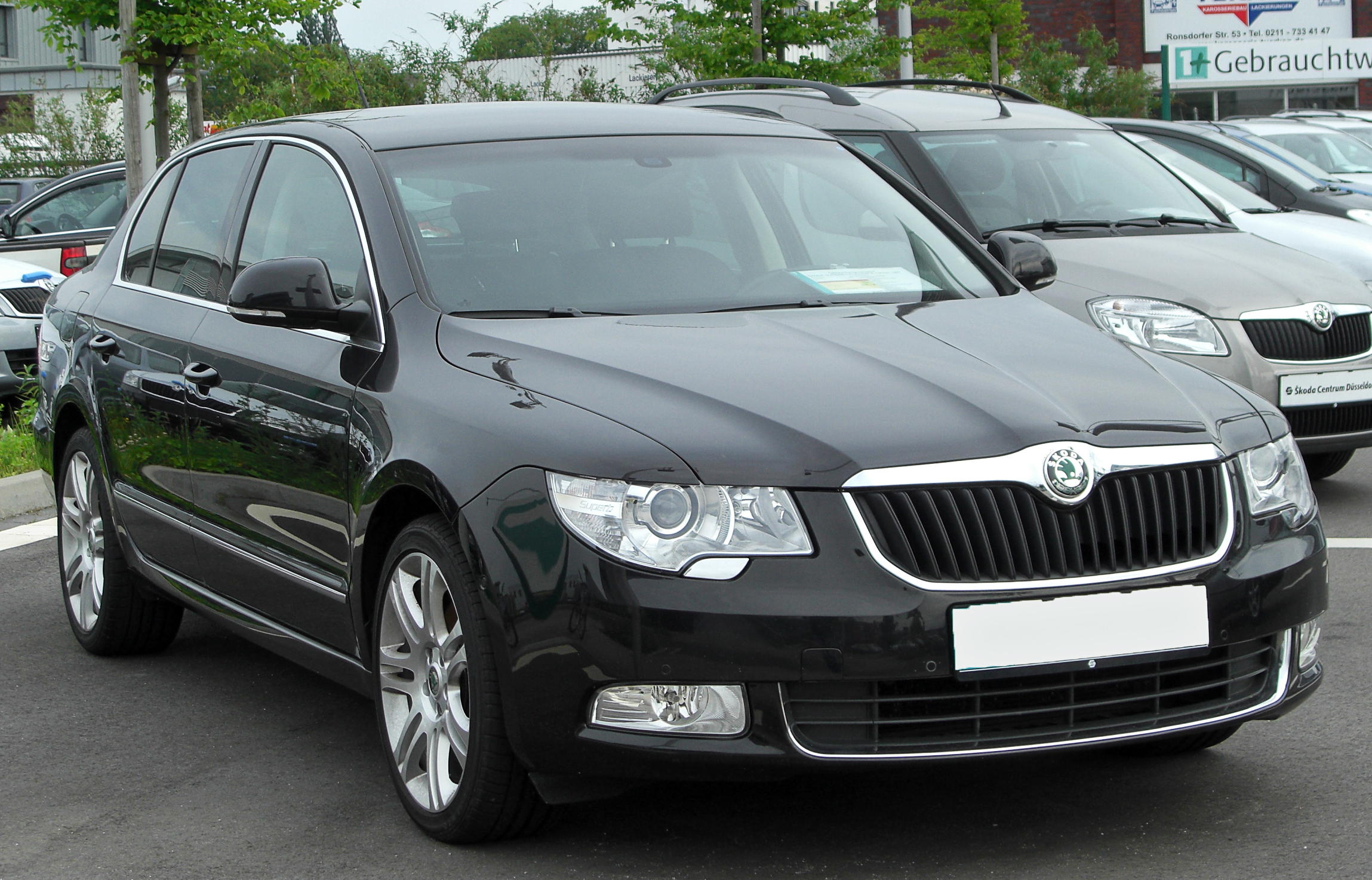
Škoda Superb

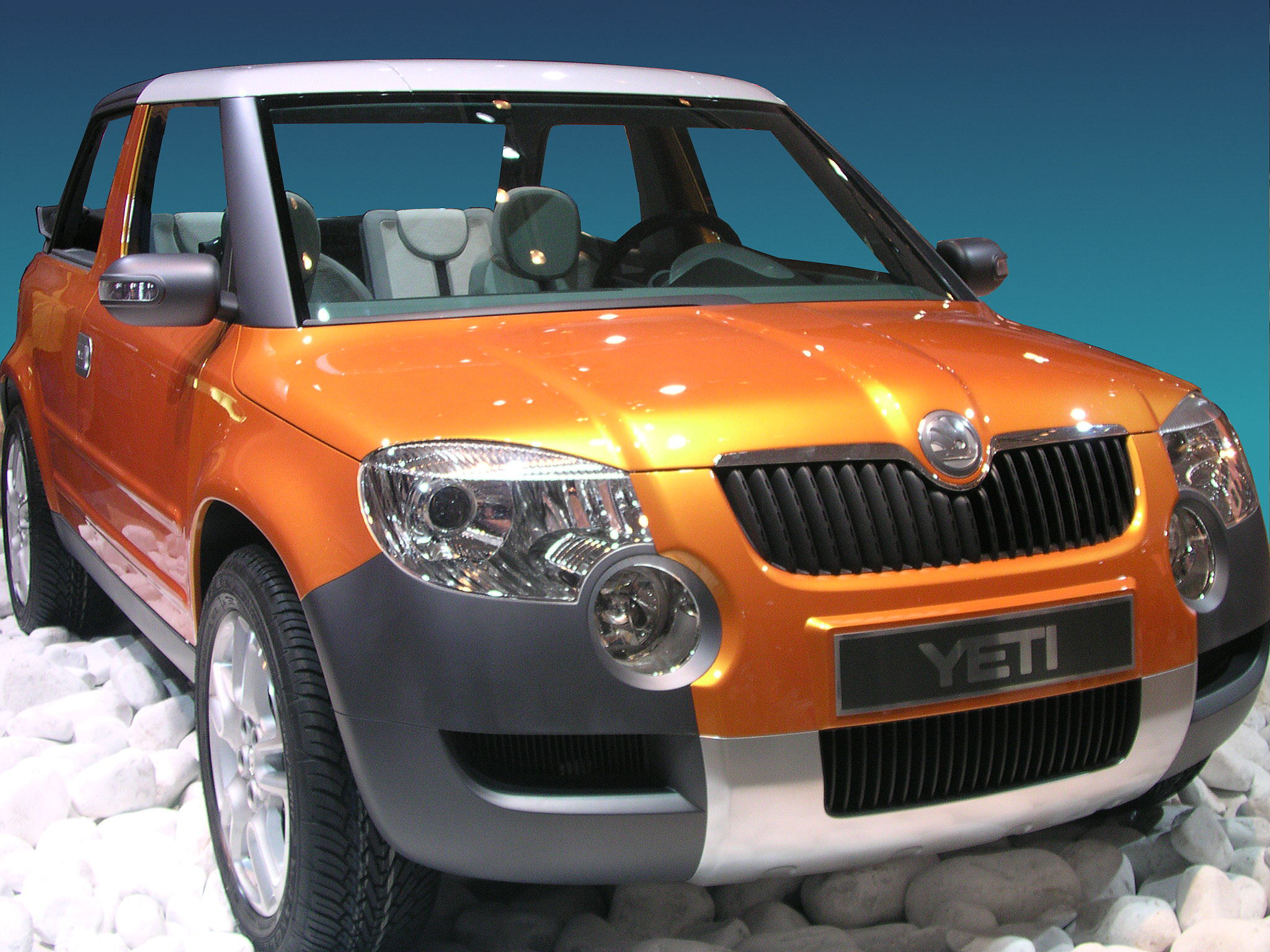
Škoda Yeti

Будівництво виробничих потужностей було розпочато 23 липня 2001 року. Технічний запуск заводу відбувся 19 грудня того ж року, а в квітні 2002 року стартувало серійне виробництво автомобілів Škoda Octavia. У серпні 2002 року з конвеєра заводу зійшла перша Škoda Fabia, а в березні 2003 року — Škoda Superb.
У жовтні 2003 року почався випуск модельного ряду автомобілів Volkswagen, а в березні 2004 р. — Audi.
В 2006 році на конвеєр була поставлена ще одна модель VW Group — SEAT León. В тому ж році заводом були випущені перші SEAT Altea і SEAT Toledo української збірки і отримано дозвіл на виробництво MKD способом.
У 2007 році освоєно виробництва автомобіля Škoda Roomster.
В 2013 році розпочалося виробництво Škoda Rapid.
У 2014 році стартувало виробництво SKODA Spaceback.
З 2017 року на заводі виробляються кросовери Škoda Kodiaq, з 2018 року — Škoda Karoq.
Станом на 2020 рік на заводі вироблялися моделі Fabia, Octavia, Superb, Kodiaq, Karoq.
У 2020 році на заводі було вироблено 3386 автомобілі (100 % обсягу виробництва — автомобілі бренду Škoda). Частка у виробництві легкових автомобілів за підсумками 2020 року склала 81 %.

## Виробництво
Виробничі лінії заводу оснащені обладнанням від передових світових виробників, наприклад, Transsystem (Польща), Chropynska Strojirna (Чехія), EISENMANN (Німеччина) та інших. Потужності «Єврокар» мають ряд технологічних інновацій, програмне забезпечення та персонал, що забезпечують гнучкість виробничого процесу і володіють унікальними для України технічними рішеннями.
Автомобілі збираються на стандартній виробничій лінії загальною протяжністю 538 метрів. Монтаж автомобілів виконується на конвеєрній лінії з використанням технологічного процесу, аналогічного Škoda Auto a.s.
Зварювальний і фарбувальний цехи були запущені в 2011 році, що дає можливість заводу вийти на новий рівень технології повномасштабного промислового виробництва легкових автомобілів, які відповідають всім світовим стандартам якості.
За період 2002—2020 на заводі загалом було вироблено 194,3 тис. легкових авто (включаючи 177,8 тис. автомобілів бренду Škoda) (станом на 1 січня 2021 року).

## Якість продукції
Стратегія  підприємства направлена на виняткову увагу до якості продукції, забезпечення високих стандартів охорони та безпеки праці, а також відкритості й турботи про споживачів.
2003 року система управління якістю заводу «Єврокар» була сертифікована на відповідність міжнародному стандарту ISO 9001:2000.
У 2009 р., 2012 р., 2015 р. та 2018 р. Компанія успішно підтвердила свою відповідність ISO 9001: 2008.
Аудити сертифікації та підтвердження проводяться празьким представництвом компанії TUV NORD CERT GmbH (Німеччина). Щорічно «Єврокар» підтверджує дію сертифікату про застосування системи менеджменту якості підприємства.
В жовтні 2009 року «Єврокар» пройшов успішну сертифікацію OHSAS 18001:2007, яка підтверджує використання на підприємстві сучасної та ефективної системи охорони праці, що відповідає найвищим міжнародним вимогам. Незалежний аудит підтвердив, що всі виробничі операції виконуються сучасним технологічним обладнанням та інструментом, які відповідають європейським та українським стандартам якості, охорони праці та безпеки. Сертифікат було підтверджено у 2012, 2015 та 2018 роках.
Персонал підприємства, зайнятий на виробничих дільницях, пройшов спеціальне навчання в Чехії на підприємствах Škoda Auto a.s. З 2008 року на заводі створено й функціонує навчально-методичний підрозділ з підготовки кадрів, який здійснює навчання, атестацію і підвищення кваліфікації персоналу, аудит робочих місць та умов праці.

## Продукція
З 2001 р. на заводі «Єврокар» випускалися моделі автомобілей брендів Volkswagen, Audi, SEAT і Škoda.
Зараз усі виробничі потужності підприємства віддані під виробництво автомобілів марки Škoda.
Всі виготовлені автомобілі реалізуються на території України через компанію ТОВ «Єврокар», що належить до групи «Атолл Холдінг». За підсумками 2020 року було реалізовано 5093 автомобілі бренду Škoda, що склало 5,9 % ринку (4-е місце в рейтингу брендів за кількістю продажів).

## Захист довкілля
Технологічне обладнання, що застосовується на заводі, забезпечує низькі енерговитрати й високий рівень екологічної чистоти процесів. Для мінімізації негативного екологічного впливу на підприємстві використовуються спеціальні очисні споруди. Для скорочення витрат води та зменшення її забруднення існує система зворотнього водопостачання технологічного обладнання.